# 媽媽小吃店連續殺人事件
媽媽小吃店連續殺人事件（スナックママ連続殺人事件），為1991年（平成3年）12月間，發生於日本的一宗連續劫財殺人事件。
日本警視廳正式名稱「警察廳廣域重要指定第119號事件」（広域重要指定119号事件）。

## 概要
媽媽小吃店連續殺人事件為以下事件集合：
- 1991年（平成3年）12月12日 - 兵庫縣姫路市小吃店店主A殺害事件。
- 1991年（平成3年）12月21日 - 島根縣松江市小吃店店主B殺害事件。
- 1991年（平成3年）12月26日 - 京都府京都市小吃店店主C殺害事件。
- 1991年（平成3年）12月28日 - 京都府京都市小吃店店主D殺害事件。

事件總計造成四人死亡，一人受傷，1992年（平成4年）1月犯嫌被大阪府警方逮捕，逮捕之後調查犯案過程，查出犯嫌逮捕之前還假借鄰居為由，侵入藝人桂菖蒲住家，傷害並搶奪財物。

## 生平
1956年（昭和31年）1月14日出生於鳥取県鳥取市。
家庭四女一男，由於家境清寒，成長過程無法獲得良好照顧，曾在感化教育學校待過一段時間，直到入獄才學會讀寫。
犯嫌父親會對母親施暴，母親管教嚴格，經常對犯嫌及姐妹與管教。犯嫌9歲時母親因糖尿病離世。
1962年（昭和37年）小學入學，1968年（昭和43年）中學入學，1970年（昭和45年）因就學問題轉學感化教育學校，1971年（昭和46年）畢業，離校後經歷焊接工與油漆工等工作。
1972年（昭和47年）因案送少年院服刑，1973年（昭和48年）服刑期滿。

## 行兇過程

### 事件前動向
犯嫌服刑期滿後，曾短暫任職柏青哥店店員、泥做工（ブロック工）等。
1974年（昭和49年）7月6日，犯嫌於島根縣鳥取市襲擊一名女姓店主，並竊取錢財。事件發生後鳥取縣警察立即成立專案小組進行調查，當時犯嫌為躲避調查，刻意尋找能頂替他罪刑的人，但後來在親友家中，經親友規勸之下向警方自首。1975年（昭和50年）2月25日，島根縣鳥取地方法院判刑5年以上10年以下浮動刑期（不定期刑）。1984年（昭和59年）6月19日服刑期滿，之後加入更生人團體，於團體安排下於島根縣松山市柏青哥店工作。
1984年（昭和59年）9月10日，犯嫌對一名旅館店主妹妹強奪財物，店主妹妹趁隙逃脫幸未遭殺害，僅在脫逃過程中與犯嫌扭打傷及頸部。犯案後犯嫌驅車前往親友家中，於未經同意下侵入住家竊取衣物進行變裝，之後躲藏於一棟公寓房間內。隔日9月11日外出時被逮捕歸案。9月29日，島根縣鳥取地方法院判刑強盜傷人罪起訴。1985年（昭和60年）1月23日，判刑7年刑期。1991年（平成3年）10月25日服刑期滿。

### 連續殺人
服刑期滿犯嫌投靠黑道幫派，期間擔任電話總機工作，1991年（平成3年）11月20日於岡山縣倉敷市内襲擊一名小吃店業主，但未搶奪任何財物，之後還於組職成員親人來訪時，不知明原因對組職成員親人持刀脅迫，雖經安撫情緒有所緩解，最終無事收場，但此次事件造成黑道幫派對犯嫌有所戒心，之後被逐出幫派。